# Robert W. Aschenbrenner
 Robert W. Aschenbrener va ser un pilot de caça estatunidenc de la Segona Guerra Mundial, que aconseguí l'estatus d'as de l'aviació.

## Biografia
Nascut el 22 de novembre de 1920 a Fifield, Wisconsin. Va criar-se a la reserva índia de Lac du Flambeau, Wisconsin. Estudià dos anys al Loras College de Dubuque, Iowa, abans d'allistar-se al Cos Aeri de l'Exèrcit al setembre de 1941.

### Segona Guerra Mundial
Robert W Aschenbrener va rebre l'entrenament de vol a Kelly, Ballinger, San Angelo, i a Moore Fields (Texas), graduant-se amb la classe de 42H. Després de l'entrenament de vol, el tinent Aschenbrener va ser destinat al 8è Esquadró de Caces (Black Sheep Squadron), 49è Grup de Caces, estacionat a Nova Guinea. Volant amb un P-40, aconseguí les seves dues primeres victòries el 15 de novembre de 1943, a la que seguí una altra el 15 de novembre de 1944. Promogut a capità, esdevingué oficial d'operacions i volà 272 missions de combat abans de tornar als Estats Units a l'estiu de 1944 per fer d'instructor de tàctiques de caça.
Volent tornar a volar en combat, tornà a la seva unitat anterior, ara les Filipines, volant amb un P-38. Servint de nou com a oficial d'operacions esdevingué as de l'aviació el 24 de novembre de 1944, en abatre 3 "Tonys"i un Zeke el mateix dia. L'11 i el 14 de desembre de 1944 va obtenir les victòries 9 i 10.
El dia de Nadal de 1944, durant un atac sobre Clark Field, el P-38 de Aschenbrener va ser tocat pel foc antiaeri de 20mm i va caure a un camp d'arròs. Recollit per la guerrilla Huk, va amagar-se a la jungla durant un més evitant la captura enemiga que el buscava. Va unir-se a la tripulació d'un torpediner de la U.S. Navy, així com amb l'as dels F-6F Hellcat, Alexander Vraciu, a qui també buscaven els japonesos. Aconseguint tornant a les línies americanes després de 27 dies, tornà a la seva unitat, sent promogut a major i assumint el comandament del 7è Esquadró de Caces. 49th Fighter Group.
En aquella època va conèixer la que seria la seva dona, Laura Ann Middleton. Van casar-se a l'aeròdrom Clark el 20 d'agost de 1945, a les ombres del Mount Pinatubo, a pocs kilòmetres d'on s'havia estavellat.
Abans d'abandonar les Forces Aèries el Major Aschenbrener havia volat 345 missions de combat, sumant més de 850 hores de combat, volant amb els caces P-40, P-47 i P-38.

### Després de la Segona Guerra Mundial
El Major Aschenbrener tornà als Estats Units al setembre de 1945, i es va graduar en periodisme a la Universitat de Missouri. Després de retirar-se del Los Angeles Valley News van viure al nord de Califòrnia. Aschenbrener va morir el 2 de juliol del 2009 als 88 anys a Sacramento, deixant 8 fills i 30 nets i besnets.

## Mèrits
El Major Aschenbrener va obtenir el títol de Doble As, rebent un total de 21 medalles i citacions, incloent la Creu del Servei Distingit, la Creu dels Vols Distingits amb 5 fulles de roure, la Medalla de l'Aire amb 9 fulles de roure, el Cor Porpra i tres Citacions Presidencials d'Unitat